# 2010 aux Tonga
Cet article présente les faits marquants de l'année 2010 aux Tonga.

## Évènements

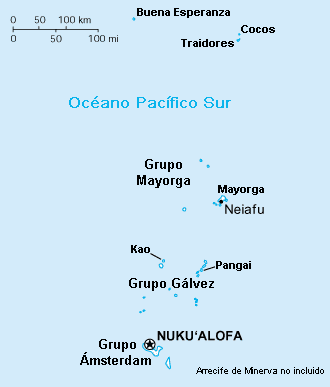
Îles Tonga

- Samedi 13 février 2010 : un séisme de magnitude 6,3 a frappé au large de l'archipel.

- Samedi 4 septembre 2010 : un séisme de magnitude 6,1 s'est produit à environ 450 kilomètres au nord-est de la capitale Nuku'alofa et à environ 37 km sous mer.

- Lundi 20 septembre 2010 : le rugbyman Finau Maka (33 ans), ancien troisième-ligne du Stade Toulousain (Top 14), puis à Aix-en-Provence (ProD2), est jugé pour d'avoir employé clandestinement un clandestin tunisien de 2006 à 2010 et l'avoir fait vivre dans des conditions relevant de l'esclavagisme moderne. Le rugbyman reconnaît seulement une relation d'aide mutuelle inspirée par la culture d'hospitalité de son pays d'origine et par les idéaux chrétiens[1].

- 25 novembre : élections législatives. Pour la première fois, une majorité des députés sont élus par les citoyens, à la suite des réformes enclenchant une démocratisation du pays. Le Parti démocrate des Îles des Amis remporte douze des six-sept sièges attribués aux élus du peuple, tandis que neuf sièges demeurent réservés aux élus de la noblesse, sans étiquette. Le 21 décembre, les députés élisent Lord Tu‘ivakano, un noble, au poste de premier ministre ; il devance le candidat ‘Akilisi Pohiva, un roturier, chef du Parti démocrate. Lord Tu‘ivakano est le premier chef de gouvernement tongien à avoir été élu par le Parlement plutôt que nommé par le roi[2].